# Peter Hüttner
Jan Peter Hüttner, född 10 december 1945 i Göteborg, är en svensk skådespelare och författare.

## Biografi
Hüttner inledde sin teaterbana vid Folkteatern i Göteborg 1968 och var därefter anställd vid Atelierteatern. Han utexaminerades från Statens scenskola i Malmö 1972.
Peter Hüttner har arbetat vid bland annat Helsingborgs stadsteater, Stockholms Stadsteater, Göteborgs Stadsteater, Riksteatern, och Folkan. Hüttner är känd för rollen som rättsläkaren Oljelund i filmerna om Martin Beck. Han är gift med skådespelaren Kim Rhedin.

## Filmografi
- 1974 – Stormen
- 1978 – Bevisbördan (TV-serie)
- 1979 – En kärlekssommar
- 1980 – Sinkadus (TV-serie)
- 1981 – Det finns inga smålänningar (TV-serie)
- 1981 – Varning för Jönssonligan
- 1983 – Spanarna (TV-serie)
- 1986 – Morrhår och ärtor
- 1987 – Undanflykten (TV-serie)
- 1989 – Varuhuset (TV-serie)
- 1990 – Apelsinmannen
- 1991 – Den stora badardagen
- 1992 – Kvällspressen (TV-serie)
- 1993 – Pariserhjulet
- 1995 – Vita lögner
- 1996 – Silvermannen (TV-serie)
- 1997 – Beck – Pensionat Pärlan
- 1997 – Beck – Spår i mörker
- 1997 – Beck – Mannen med ikonerna
- 1997 – Beck – Lockpojken
- 1998 – Beck – Öga för öga
- 1998 – Beck – Vita nätter
- 1998 – Beck – Monstret
- 1998 – Beck – The Money Man
- 1999 – C/o Segemyhr (TV-serie)
- 2000 – Hur som helst är han jävligt död
- 2001 – Beck – Mannen utan ansikte
- 2001 – Beck – Hämndens pris
- 2002 – Beck – Pojken i glaskulan
- 2002 – Beck – Sista vittnet
- 2002 – Beck – Annonsmannen
- 2002 – Beck – Okänd avsändare
- 2002 – Beck – Enslingen
- 2002 – Beck – Kartellen
- 2006 – Beck – Flickan i jordkällaren
- 2006 – Beck – Advokaten
- 2006 – Beck – Skarpt läge
- 2007 – Beck – I Guds namn
- 2007 – Beck – Det tysta skriket
- 2007 – Beck – Den svaga länken
- 2009 – Beck – Levande begravd
- 2017 – Moving Sweden 2060

## Teater

### Roller (ej komplett)
| År   | Roll              | Produktion                                                | Regi                | Teater                   |
| ---- | ----------------- | --------------------------------------------------------- | ------------------- | ------------------------ |
| 1972 | Jean              | Fruar på vift (Le dindon) Georges Feydeau                 | Lars-Levi Læstadius | Helsingborgs stadsteater |
| 1972 | McCann            | Födelsedagskalaset (The birthday party) Harold Pinter     | Stellan Olsson      | Helsingborgs stadsteater |
| 1973 | George            | Möss och människor (Of Mice and Men) John Steinbeck       | Stellan Olsson      | Helsingborgs stadsteater |
| 1974 | Aslaks gäng       | Peer Gynt, del I Henrik Ibsen                             | Fred Hjelm          | Stockholms stadsteater   |
| 1983 |                   | The Boys in the Band Mart Crowley                         | Börje Ahlstedt      | Folkan                   |
| 1988 | Pappa Finkelstein | Kaos är granne med Finkelstein                            |                     |                          |
| 1988 |                   | Linje Lusta (A Streetcar Named Desire) Tennessee Williams | Georg Malvius       | Folkan                   |
| 1989 | Kommerserrådet    | Sagan Hjalmar Bergman                                     |                     |                          |

## Radioteater i urval
- Ford Prefect i Liftarens guide till Galaxen, somrarna 1987 och 1988